# 运河公园 (北京市通州区)
39°54′35″N 116°41′03″E / 39.909762°N 116.684095°E

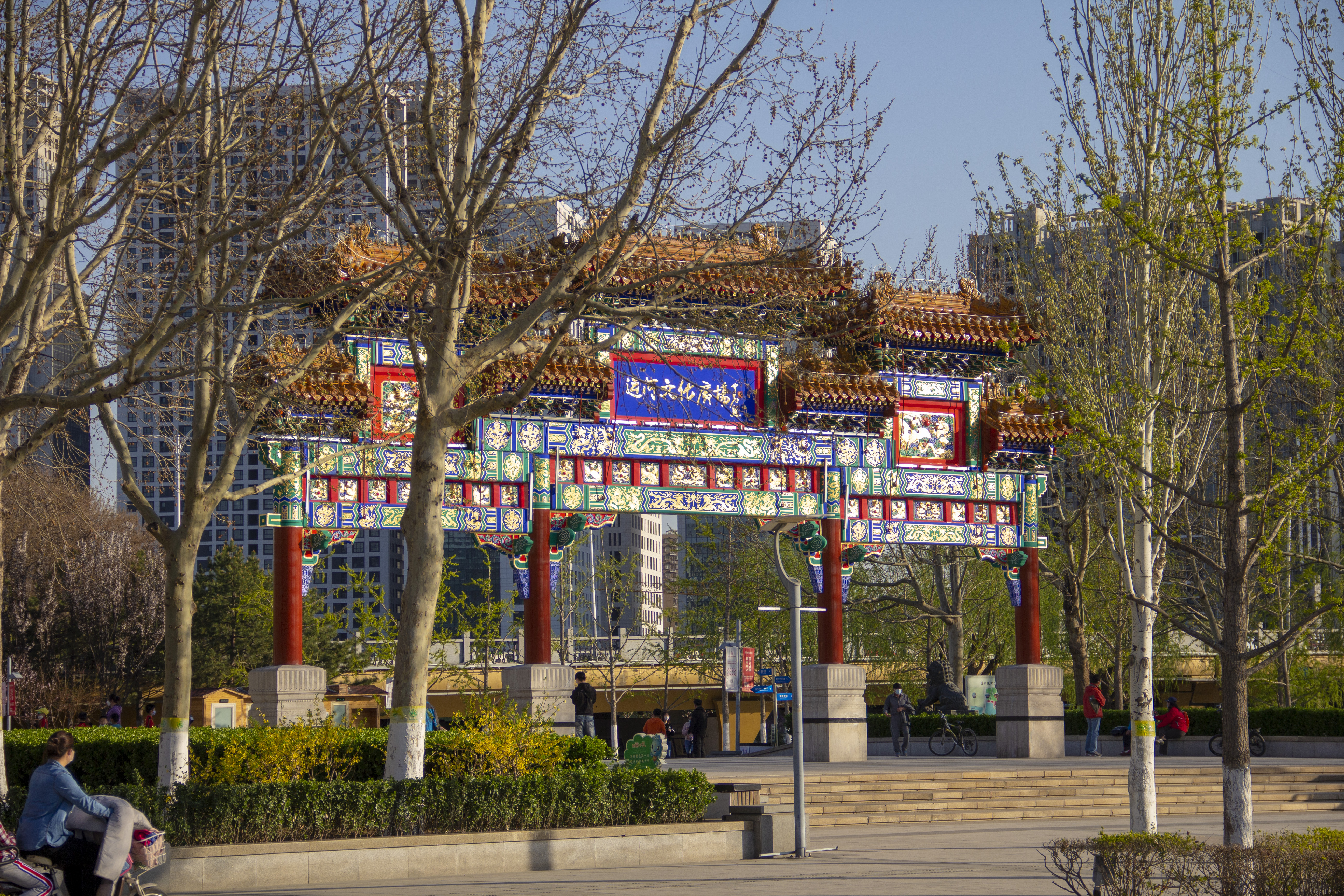
牌楼

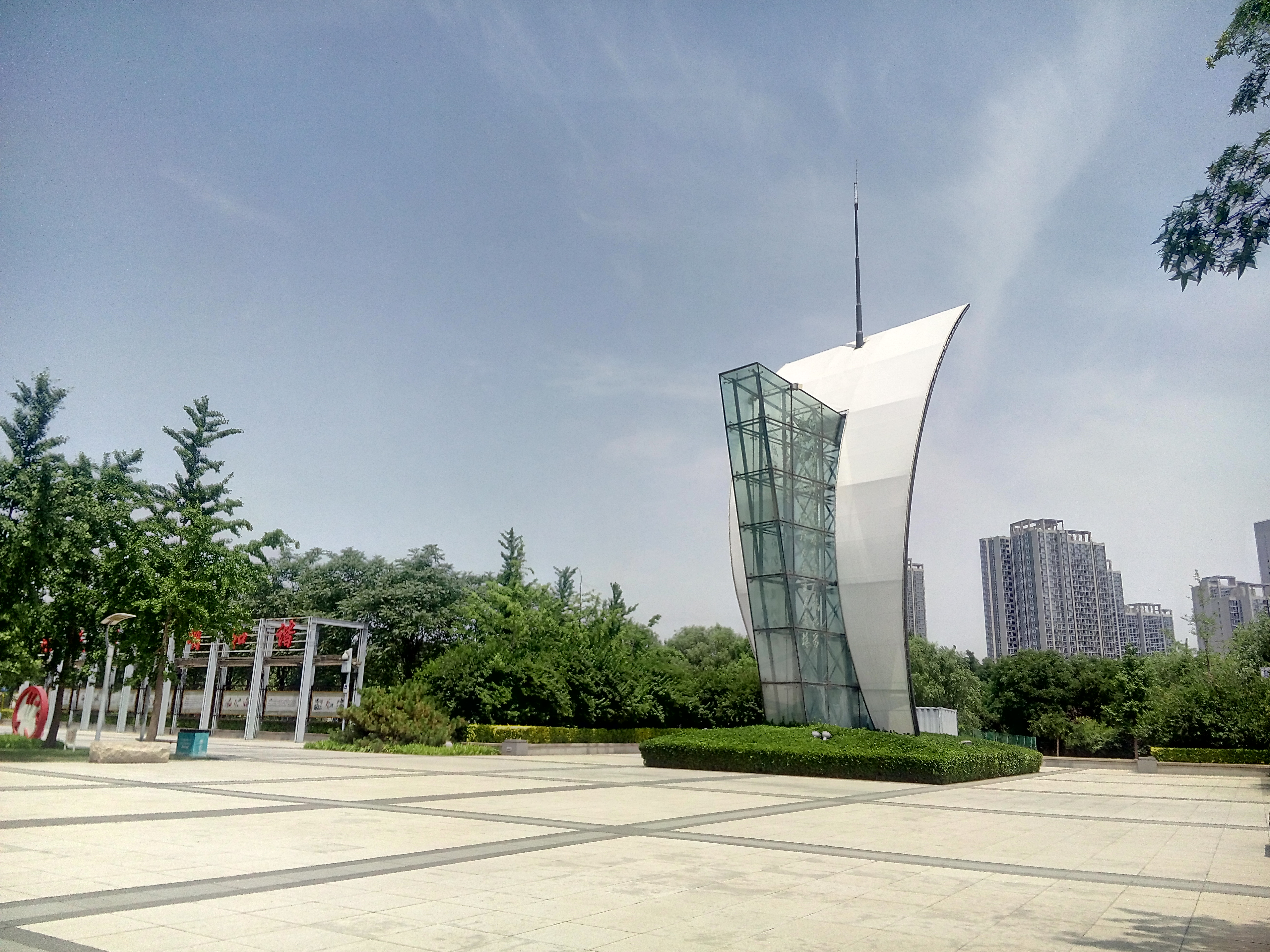
运河公园

运河公园，位于北京市通州区北运河东关大桥东北侧，是目前京东面积最大的城市公园。

## 简介
运河公园是在原来的运河文化广场、运河奥体公园、生态公园的基础上经过扩建改造，整合而成。运河公园一期南到北京六环路，北到北运河源水岛的南端，东到北运河防洪堤，西到滨河西路，规划全线总长度为4600米，宽度为600到800米，总面积为368万平方米（其中水面92万平方米）。2004年11月1日到2007年5月，一期建设完成。
著名的流行音乐节草莓音乐节经常将运河公园作为举办场地。